# Zemědým lékařský

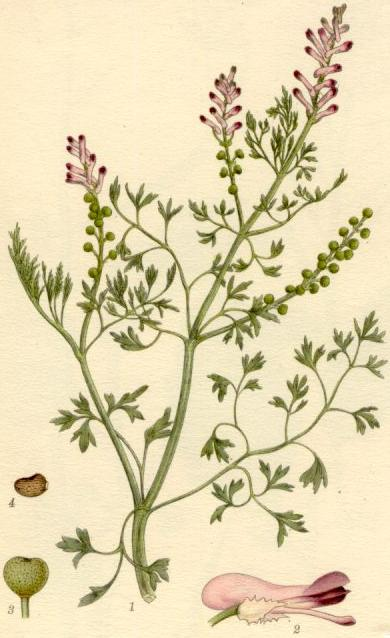
Nákres rostliny

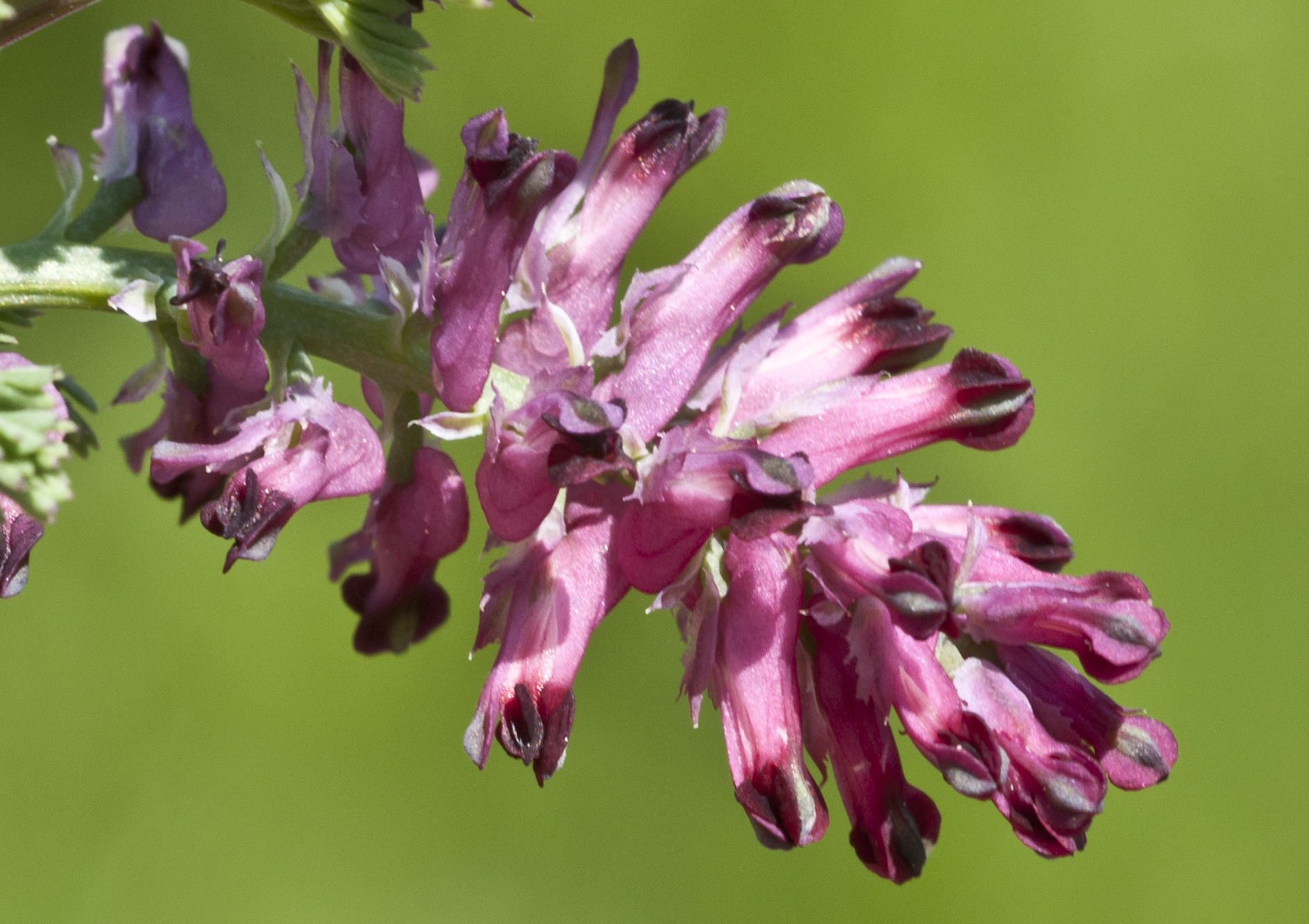
Část květenství

Zemědým lékařský (Fumaria officinalis) je hodně rozšířená plevelná rostlina, jeden ze šesti druhů rodu zemědým které jsou součásti české flóry. Vyskytuje se téměř po celé Evropě a na některých ostrovech Makaronésie, směrem na východ roste až po západní Sibiř a oblasti okolo Kaspického moře. Zavlečen byl do Severní i Jižní Ameriky, jihovýchodní Asie, Austrálie, na Nový Zéland i na jih Afriky.

## Ekologie
V České republice se vyskytuje hojně a víceméně souvisle od nížin až po horní hranici polních kultur. Roste na polích, úhorech, v zahradách, sadech, parcích i na rumištích. Nejčastěji se vyskytuje na vlhčích, úrodných humózních nebo písčitohlinitých půdách, které mohou být zásadité nebo mírně kyselé.

## Popis
Jednoletá, sivě zelená bylina s přímou nebo vystoupavou lodyhou, dlouhou 10 až 30 cm, vyrůstající z tenkého, málo větveného kořene. Dutá, válcovitá lodyha bývá obvykle silně rozvětvená a je porostlá řapíkatými, dvakrát zpeřeně dělenými listy. Jejich lístky s krátkými řapíčky jsou dále dělené v čárkovité, 2 mm široké úkrojky které jsou celokrajné a na vrcholech uťaté. Listy bývají na povrchu potaženy jemným voskovitým povlakem (který zlepšuje stékání vody) a proto jsou našedlé.
Květy s 2 cm dlouhou stopkou vytvářejí 10 až 40četná hroznovitá květenství vyrůstající z vytrvalých listenů. Květy mají rozlišená okvětí tvořená dvěma záhy opadavými kališními plátky a čtyřmi korunními plátky rostoucí ve dvoučetných kruzích. Kališní jsou 1,5 až 3,5 mm dlouhé, vejčitého až kopinatého tvaru, nepravidelně zoubkované a bývají růžově nebo bělavě zbarvené a jsou užší než korunní trubka. Koruna, dlouhá 5 až 9 mm, má vnější horní plátek s ostruhou na konci zašpičatělý a spodní lžícovitě rozšířený, vnitřní plátky se dotýkají a kryjí mezi sebou šest tyčinek i čnělku. Korunní plátky bývají růžové nebo bledě růžové a na vrcholu tmavě purpurové. Podplodní tyčinky jsou dvoubratré, nitkami srostlé ve dva svazečky po třech, střední tyčinky mají prašníky se dvěma prašnými váčky, krajní mají jen po jednom. Svrchní semeník, složený ze dvou plodolistů, je protažen v dlouhou prohnutou čnělku zakončenou terčovitou bliznou. Medník, zdroj nektaru, se nachází u báze tyčinek.
Květy rozkvétající od května do října jsou opylovány hlavně létajícím hmyzem, méně často samosprašně. Plodem je šedohnědá, jednosemenná, ledvinovitá nažka. Je asi 2 mm velká, na vrcholku vmáčklá a roste na dlouhé a odstávající stopce. Obsahuje jedno červenohnědé semeno.

## Rozmnožování
Rostlina se rozmnožuje výhradně semeny, kterých jedna rostlina může dát i více než tisíc. Klíčí obvykle již na podzim a přezimuje v poměrně širokých listových růžicích. Semena jsou různě dormantní a pokud vyklíčí až na jaře, jsou růžice drobné nebo vůbec žádné. Semena zůstávají v půdě po mnoho let životaschopná a mohou z povrchových vrstev klíčit po celou vegetační sezonu, obvykle se nové semenáčky objevují po každém zkypření půdy.

## Význam
Zemědým lékařský je považován za plevelnou rostlinu, zapleveluje všechny plodiny: ozimy, jařiny, vytrvalé pícniny a hlavně okopaniny. Vyvíjí se ze semen velice rychle a proto škodí hlavně v prvých vývojových stádiích. Později je vyššími plodinami přerůstán a protože je světlomilný, je sám utlačován. V půdách dobře opečovávaných nebývá hojný. Je poměrně nebezpečný v zelené píci, kde po požití většího množství způsobuje u zvířat zažívací poruchy, nepravidelnou srdeční činnost, snížení pohyblivosti, třes končetin a jejich celkové zmatení. Při chronické aplikaci malými dávkami dochází k nevratným hematologickým změnám.
Dříve se rostliny pěstovaly pro lékařské účely, obsahují hodně opiových alkaloidů, např. fumaricin, protopin, skulerin a dále třísloviny, hořčiny a sliz. Dnes se ještě používá nať v lidovém léčitelství, nejvíce pro obklady na kožní vyrážky, pro snížení krevního tlaku a hladiny cholesterolu, pro spasmolytické účinky na hladké svalstvo střev, při žaludečních vředech, při tišení migrenózních bolestí a pro rozpouštění žlučových kaménků. Rostlina obsahuje žluté barvivo, kterým se dříve barvila vlna.

## Taxonomie
V přírodě České republiky se zemědým lékařský vyskytuje ve dvou poddruzích:
- zemědým lékařský pravý (Fumaria officinalis L. subsp. officinalis)
- zemědým lékařský Wirtgenův (Fumaria officinalis L. subsp. wirtgenii) (Koch) Arcang.

Nominátní poddruh „z. l. pravý“ se od „z. l. Wirtgenova“ viditelně odlišuje větším počtem květů v květenstvích (20 až 40), většími kališními lístky (2,5 až 3,5 mm) a delší korunou (7 až 9 mm); dále má nažky na vrcholu silněji vtlačené a jsou zřetelněji širší než delší. Ploidie u „z. l. pravého“ je 2n = 32, kdežto u „z. l. Wirtgenova“ byla zjištěna 2n = 48. Přesná rozšíření obou poddruhů na území Česka nejsou známa, navíc oba poddruhy jsou variabilní a často se rozlišovací znaky překrývají.

## Galerie

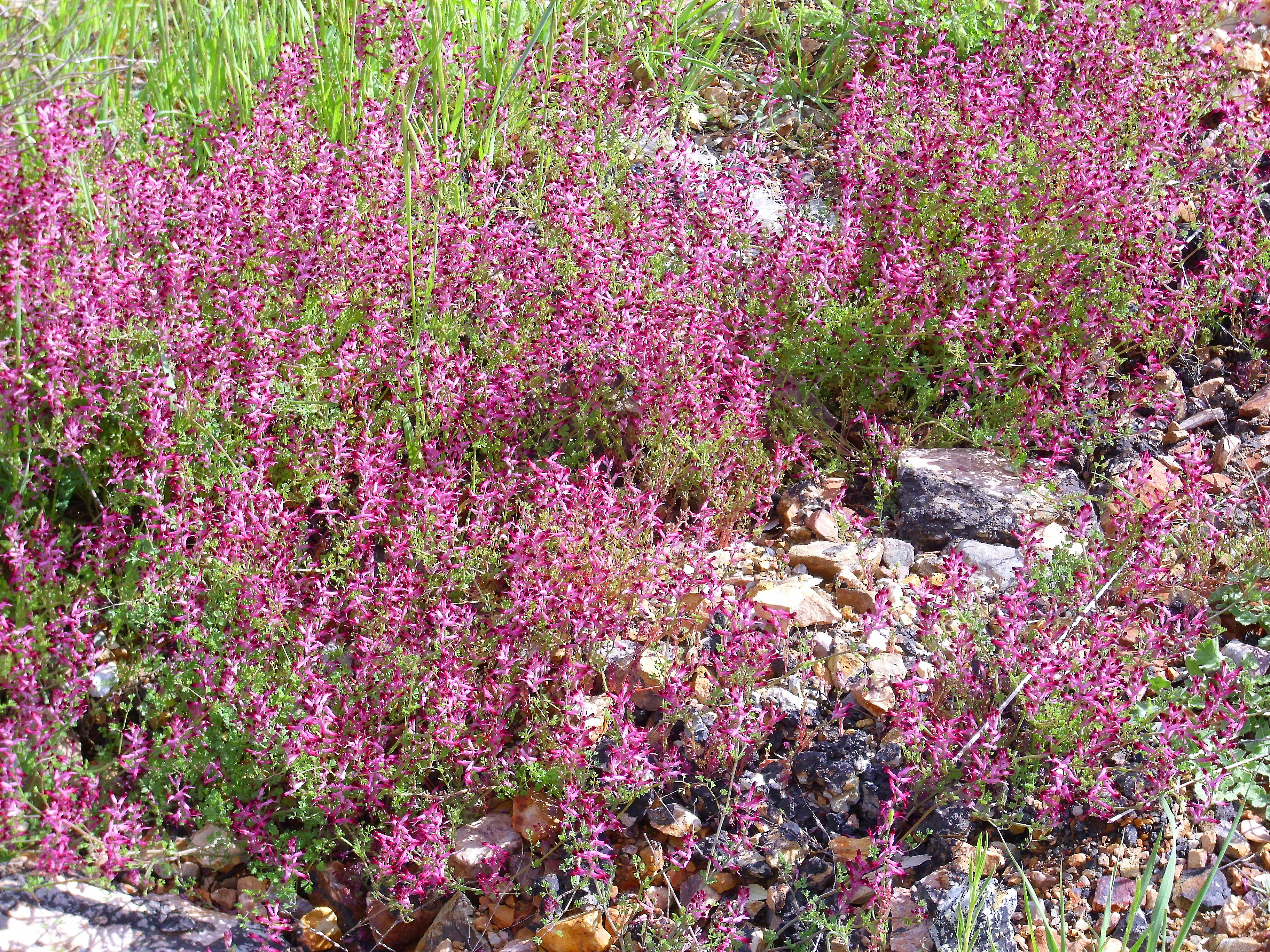
Rozkvetlý porost
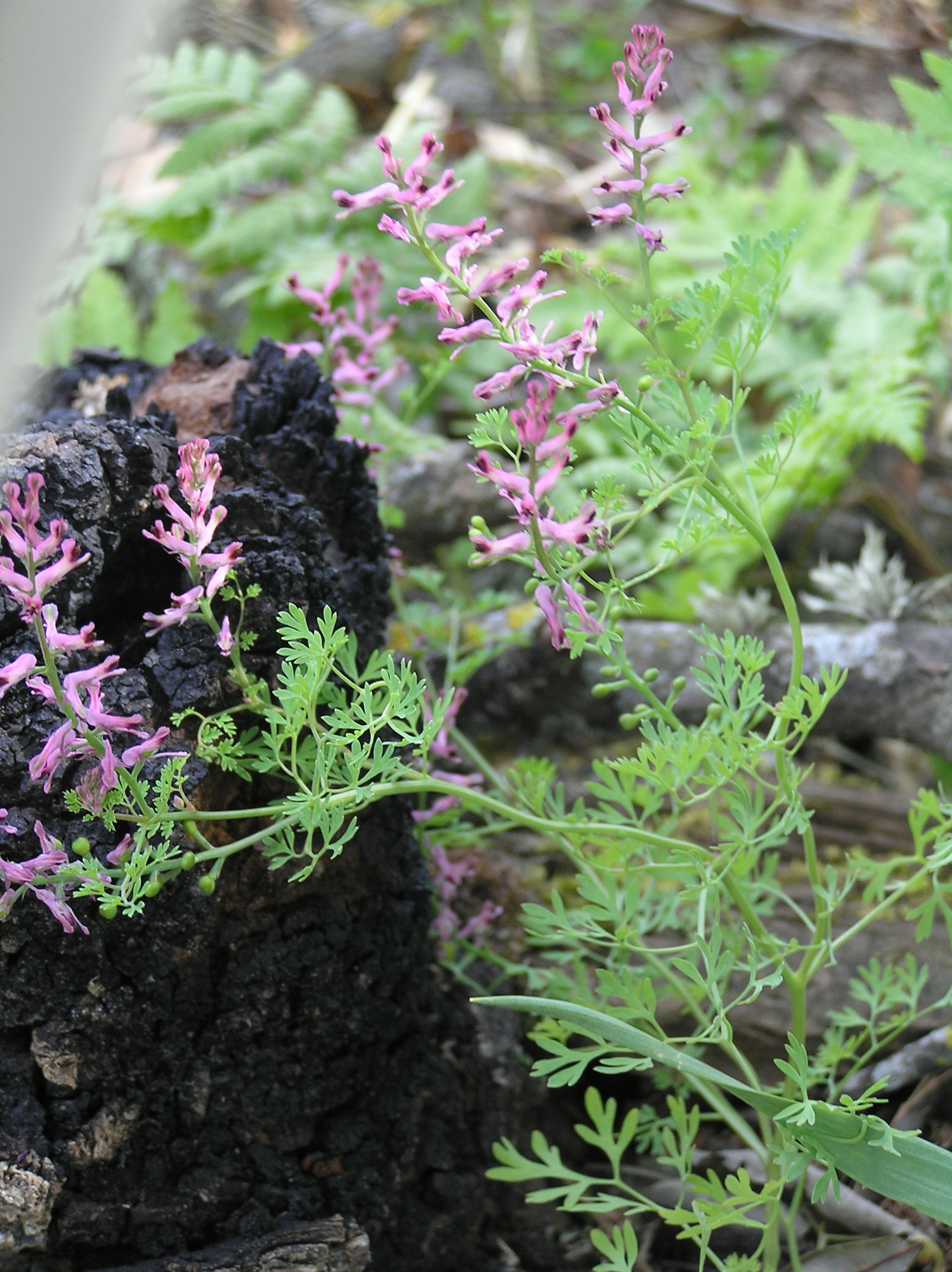
Květenství a listy
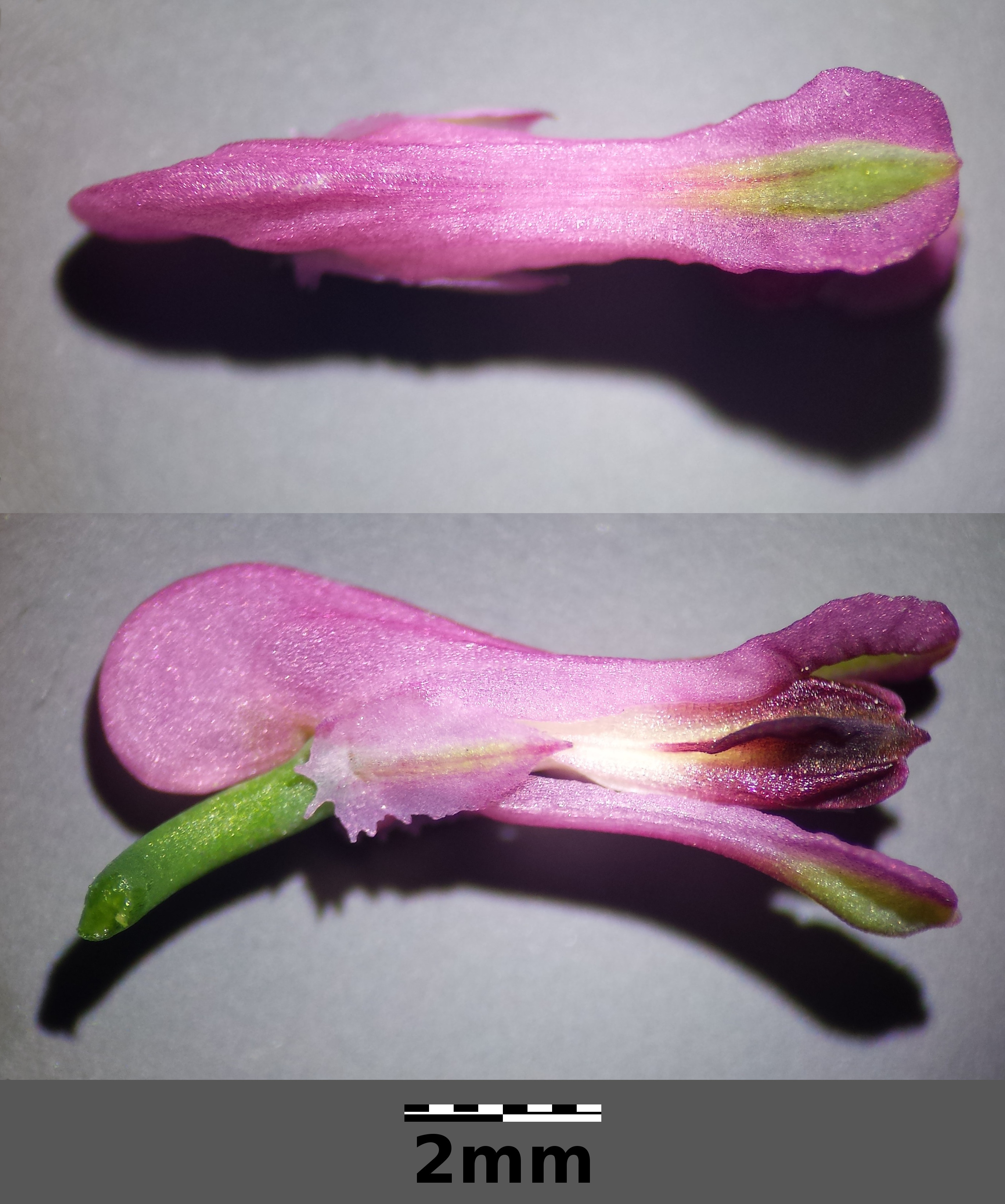
Koruna a kalich
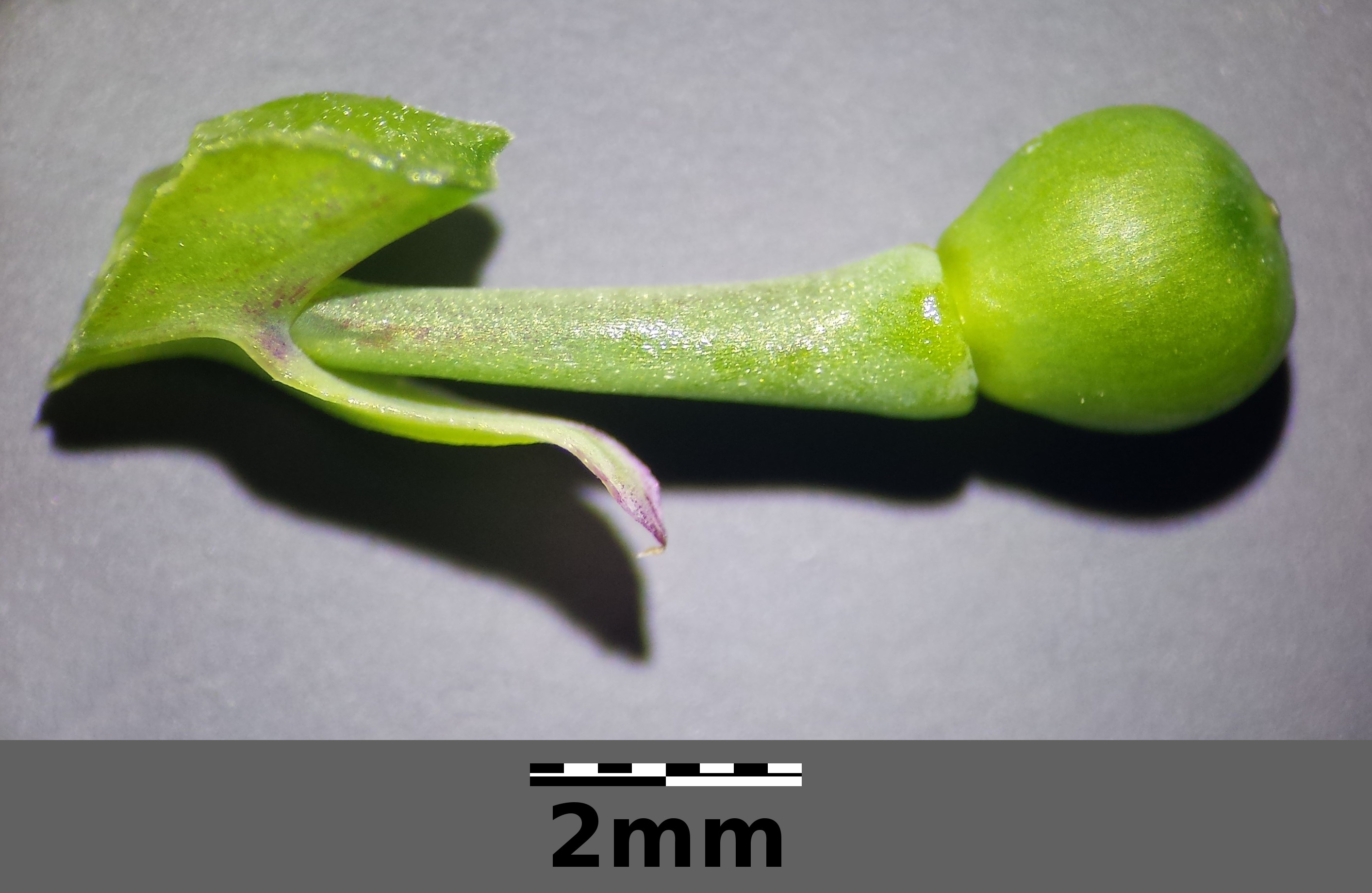
Nezralý plod
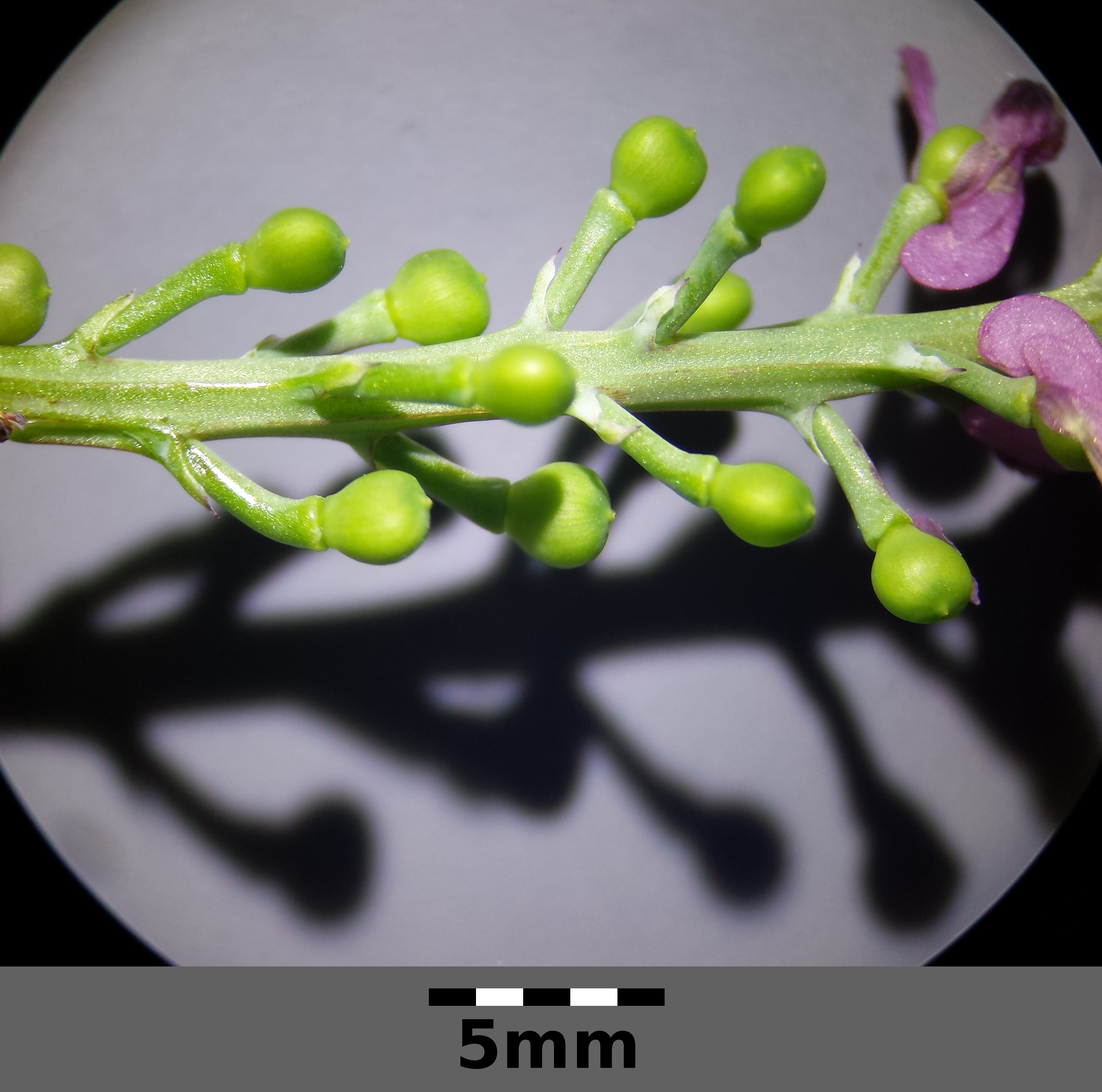
Plodenství
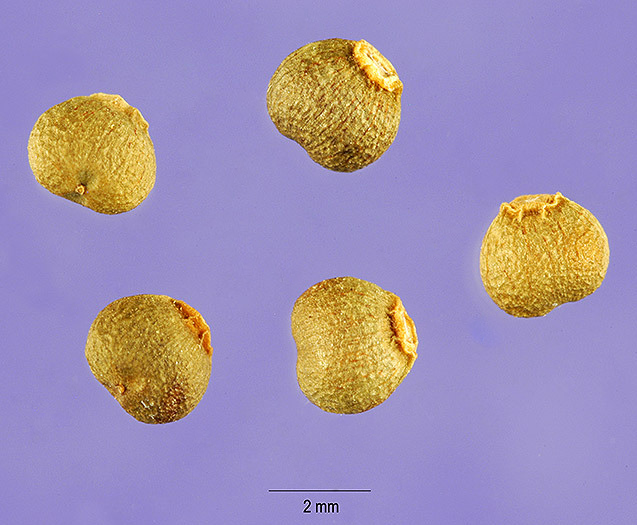
Zralé plody